# Melitaea wullschlegei
Melitaea wullschlegei är en fjärilsart som beskrevs av Charles Oberthür 1909. Melitaea wullschlegei ingår i släktet Melitaea och familjen praktfjärilar. Inga underarter finns listade i Catalogue of Life.